# Ren Ye
Ren Ye (Chinees: 任烨) (Fushun, 13 juli 1986) is een hockeyspeler uit Volksrepubliek China.
Op de Olympische Zomerspelen in 2008 en de Olympische Zomerspelen in Londen in 2012 speelde Ye met het Chinees team. In 2008 behaalde ze daarmee de zilveren medaille.
Ook speelde Ye op de Aziatische Spelen 2006 en de Aziatische Spelen 2010.
Op de Champions Trophy vrouwen 2012 was ze de captain van het Chinese team.
In 2006 en 2010 speelde Ye voor China op de wereldkampioenschappen hockey.